# Ботондоло (Мачерата)
Ботондоло (итал. Botondolo) насеље је у Италији у округу Мачерата, региону Марке.
Према процени из 2011. у насељу је живело 21 становника. Насеље се налази на надморској висини од 406 м.